# 61 Leonis
Pour les articles homonymes, voir p Leonis.
Désignations
61 Leonis (en abrégé 61 Leo) est une possible étoile binaire de la constellation zodiacale du Lion. Elle porte également la désignation de Bayer de p2 Leonis, 61 Leonis étant sa désignation de Flamsteed. Le système présente une parallaxe annuelle de 5,58 mas mesurée par le satellite Hipparcos, ce qui indique qu'il est distant d'environ ∼ 580 a.l. (∼ 178 pc) de la Terre. Il se rapproche du Système solaire à une vitesse radiale de −13 km/s.
61 Leonis est une étoile géante rouge de type spectral M0 III, qui est, d'après Eggen (1992), située sur la branche asymptotique des géantes (AGB) du diagramme de Hertzsprung-Russell. C'est une étoile à baryum marginale, montrant un enrichissement en éléments issus du processus s dans son atmosphère. Ces éléments pourraient avoir été acquis lors d'une ancienne phase de transfert de masse à partir d'un compagnon depuis devenu une naine blanche, ou ils pourraient être issus d'un enrichissement propre à l'étoile durant un épisode de dredge-up lors la phase AGB. Son diamètre angulaire mesuré directement et après avoir corrigé l'effet de l'assombrissement centre-bord, est de 3,87 ± 0,04 mas. Connaissant sa distance, cela donne à l'étoile un rayon qui est 74,5 fois supérieur à celui du Soleil. Elle est 1 378 fois plus lumineuse que le Soleil et sa température de surface est de 3 864 K.
61 Leonis est une étoile variable suspectée dont la magnitude apparente pourrait varier entre 4,69 et 4,75. Cette variabilité a été signalée en 1966 lors d'un relevé photométrique, mais n'a pas encore été confirmée avec une photométrie plus récente.